# Caria argiope
Caria argiope är en fjärilsart som beskrevs av Latreill och Jean Baptiste Godart 1824. Caria argiope ingår i släktet Caria och familjen Riodinidae. Inga underarter finns listade i Catalogue of Life.